# Fotbollsallsvenskan 2012
Fotbollsallsvenskan 2012 var den 88:e säsongen av Allsvenskan sedan den startade 1924 och är Sveriges högsta division i fotboll 2012. Säsongen började den 31 mars och avslutades den 4 november.
Vinnare blev IF Elfsborg.
Nykomlingar för året var GIF Sundsvall (senaste säsongen i Allsvenskan var 2008) och Åtvidabergs FF (senaste säsongen i Allsvenskan var 2010).

## Kvalspel inför Allsvenskan 2012
Laget från Allsvenskan har hemmamatch i returen.
- Allsvenskt kval (3:an i Superettan mot 14:e laget i Allsvenskan)
  - 27 oktober 2011: Ängelholms FF - Syrianska FC 2 – 1 rapport
  - 30 oktober 2011: Syrianska FC - Ängelholms FF 3 – 1 rapport
    - Sammanlagda resultatet: 4 – 3 till Syrianska FC

## Lag

### Arenor
| Lag             | Ort         | Hemmaplan                | Publikkapacitet1 |
| --------------- | ----------- | ------------------------ | ---------------- |
| AIK             | Stockholm   | Råsunda                  | 36 608           |
| BK Häcken       | Göteborg    | Rambergsvallen           | 6 000            |
| Djurgårdens IF  | Stockholm   | Stockholms stadion       | 14 700           |
| Gais            | Göteborg    | Gamla Ullevi             | 18 900           |
| Gefle IF        | Gävle       | Strömvallen              | 7 300            |
| GIF Sundsvall   | Sundsvall   | Norrporten Arena         | 7 700            |
| Helsingborgs IF | Helsingborg | Olympia                  | 16 500           |
| IF Elfsborg     | Borås       | Borås Arena              | 16 899           |
| IFK Göteborg    | Göteborg    | Gamla Ullevi             | 18 900           |
| IFK Norrköping  | Norrköping  | Nya Parken               | 17 234           |
| Kalmar FF       | Kalmar      | Guldfågeln Arena         | 12 000           |
| Malmö FF        | Malmö       | Swedbank Stadion         | 24 000           |
| Mjällby AIF     | Hällevik    | Strandvallen             | 7 500            |
| Syrianska FC    | Södertälje  | Södertälje fotbollsarena | 6 400            |
| Åtvidabergs FF  | Åtvidaberg  | Kopparvallen             | 7 800            |
| Örebro SK       | Örebro      | Behrn Arena              | 13 129           |

- 1 Enligt varje klubbinfosida på Svenska Fotbollförbundets webbplats för Allsvenskan.[4]
- I mars 2012 offentliggjordes respektive lags reservarenor [5].

### Klubbinformation
| Lag             | Huvudtränare1                                     | Lagkapten                          | Ställ-tillverkare | Tröjsponsor                         |
| --------------- | ------------------------------------------------- | ---------------------------------- | ----------------- | ----------------------------------- |
| AIK             | Andreas Alm                                       | Daniel Tjernström                  | Adidas            | Åbro                                |
| Djurgårdens IF  | Magnus Pehrsson2 Carlos Banda                     | Joona Toivio                       | Adidas            | Ica                                 |
| IF Elfsborg     | Jörgen Lennartsson                                | Anders Svensson                    | Umbro             | Flera                               |
| Gais            | Alexander Axén (– 22 juli) Jan Mak (31 juli –)    | Fredrik Lundgren                   | Puma              | Flera                               |
| Gefle IF        | Per Olsson                                        | Daniel Bernhardsson                | Umbro             | Sandvik AB                          |
| IFK Göteborg    | Mikael Stahre                                     | Tobias Hysén                       | Adidas            | Prioritet Finans                    |
| Helsingborgs IF | Roar Hansen                                       | Pär Hansson                        | Puma              | Resurs Bank                         |
| BK Häcken       | Peter Gerhardsson                                 | Jonas Henriksson Mohammed Ali Khan | Nike              | BRA Bygg & Sankt Jörgen Park Resort |
| Kalmar FF       | Nanne Bergstrand                                  | Henrik Rydström                    | Puma              | Småländska Hjältevadshus            |
| Malmö FF        | Rikard Norling                                    | Ulrich Vinzents                    | Puma              | Ingen                               |
| Mjällby AIF     | Peter Swärdh                                      | Marcus Ekenberg                    | Umbro             | Flera                               |
| IFK Norrköping  | Janne Andersson                                   | Mathias Florén                     | Puma              | Holmen                              |
| GIF Sundsvall   | Sören Åkeby                                       | Ari Skúlason                       | Adidas            | Flera                               |
| Syrianska FC    | Özcan Melkemichel3 Klebér Saarenpää               | Suleyman Sleyman                   | Nike              | Telge                               |
| Åtvidabergs FF  | Andreas Thomsson                                  | Henrik Gustavsson                  | Uhlsport          | Flera                               |
| Örebro SK       | Sixten Boström (omg 1–12) Per-Ola Ljung (omg 13–) | Magnus Wikström                    | Puma              | Malmbergs                           |

- 1 Enligt varje klubbs informationssida på Svenska Fotbollförbundets webbplats för Allsvenskan.[4]
- 2 Djurgårdens IF:s Magnus Pehrsson har titeln Manager medan Carlos Banda har titeln Tränare, laguttagning sköts av Pehrsson.[6]
- 3 Syrianska FC:s Özcan Melkemichel har titeln Manager medan Klebér Saarenpää har titeln Tränare, laguttagning sköts av Melkemichel.[7]

### Tränarbyten
| Lag             | Lämnande tränare | Anledning                  | Datum (ut)      | Tabell    | Ny tränare         | Datum (in)       | Tabell    |
| --------------- | ---------------- | -------------------------- | --------------- | --------- | ------------------ | ---------------- | --------- |
| IFK Göteborg    | Jonas Olsson     | Kontraktsslut              | 31 oktober 2011 | Försäsong | Mikael Stahre      | 1 november 2011  | Försäsong |
| IF Elfsborg     | Magnus Haglund   | Ömsesidigt brutet kontrakt | 3 november 2011 | Försäsong | Jörgen Lennartsson | 29 november 2011 | Försäsong |
| Örebro SK       | Sixten Boström   | Brutet kontrakt            | 8 juni 2012     | 16        | Per-Ola Ljung      | 8 juni 2012      | 16        |
| Helsingborgs IF | Conny Karlsson   | Brutet kontrakt            | 14 juni 2012    | 5         | Åge Hareide        | 14 juni 2012     | 5         |
| GAIS            | Alexander Axén   | Brutet kontrakt            | 22 juli 2012    | 15        | Jan Mak            | 31 juli 2012     | 16        |
| GAIS            | Jan Mak          | Brutet kontrakt            | 2 oktober 2012  | 16        | Benjamin Westman   | 3 oktober 2012   | 16        |

Noteringar:
- Kjell Pettersson tog över som tillförordnad huvudtränare för GAIS 22–31 juli.